# Gallocanta
Gallocanta ist ein spanischer Ort und eine Gemeinde (municipio) mit nur noch 133 Einwohnern (Stand: 2024) im Süden der Provinz Saragossa in der Autonomen Gemeinschaft Aragonien. Die Gemeinde gehört zur bevölkerungsarmen Serranía Celtibérica.

## Lage und Klima
Gallocanta liegt ca. 110 km (Fahrtstrecke) südsüdwestlich der Provinzhauptstadt Saragossa in einer Höhe von ca. 1010 m. Im Gemeindegebiet liegt das Naturschutzgebiet Reserva Natural Dirigida Laguna de Gallocanto mit der Laguna de Gallocanta.
Ein jährlicher Niederschlag von 472 mm hat ein gemäßigtes Klima zur Folge.

## Bevölkerungsentwicklung
| Jahr      | 1970 | 1981 | 1991 | 2001 | 2011 | 2021 |
| Einwohner | 331  | 194  | 192  | 163  | 156  | 128  |

## Sehenswürdigkeiten
- Peterskirche (Iglesia de San Pedro)

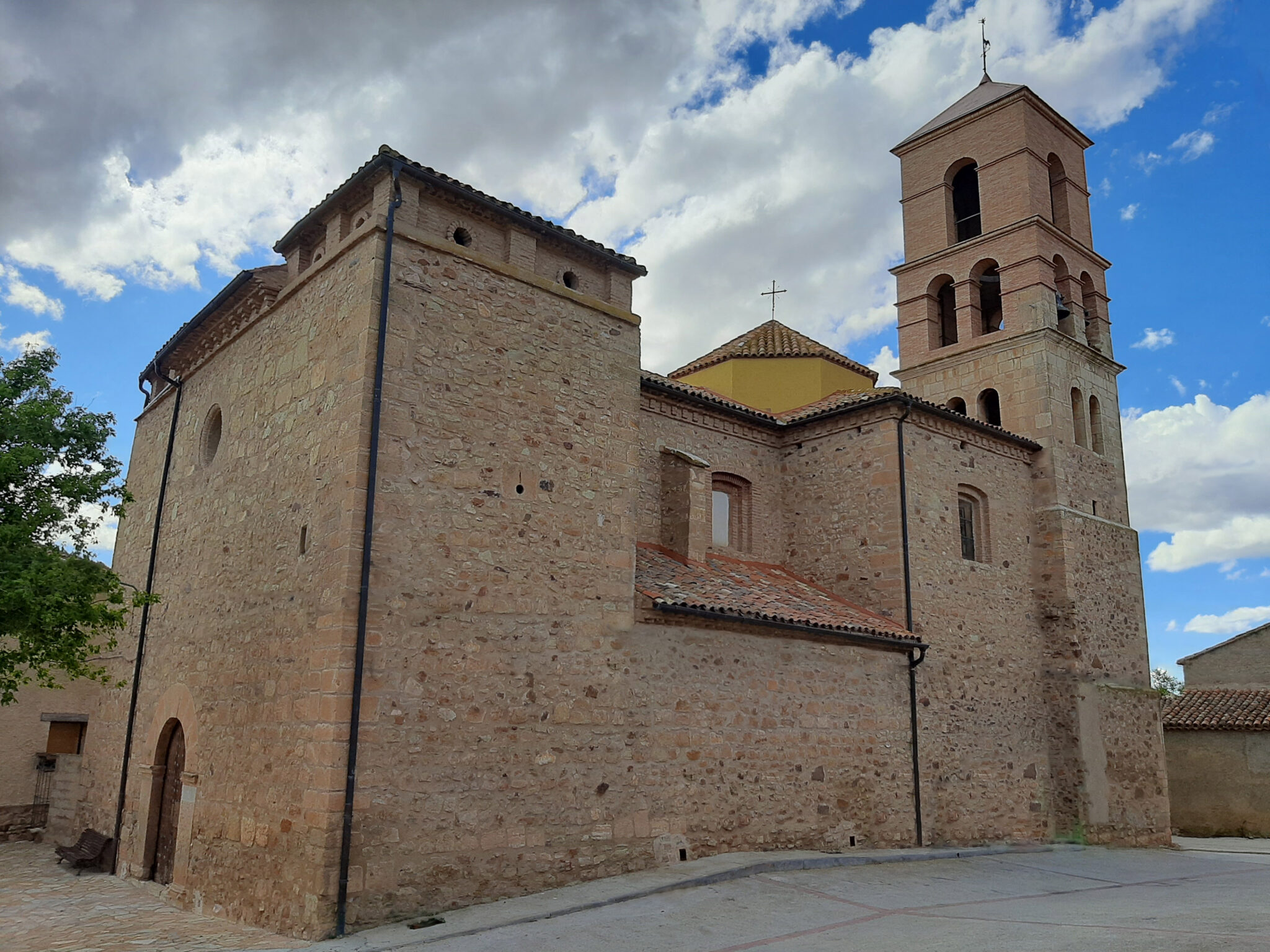
Peterskirche